# Engraulis albidus
Engraulis albidus är en fiskart som beskrevs av Borsa, Collet och Durand 2004. Engraulis albidus ingår i släktet Engraulis och familjen Engraulidae. Inga underarter finns listade i Catalogue of Life.